# Louis Witter
Pour les articles homonymes, voir Witter.
Louis Witter est le pseudonyme d'un photoreporter indépendant français qui a notamment documenté les évacuations des camps de migrants près de Calais.

## Biographie
Son père étant militaire et sa mère femme au foyer, adolescent, il change régulièrement de ville. Il passe un baccalauréat littéraire et s’inscrit à l’Institut supérieur de la communication, de la presse et de l'audiovisuel (ISCPA), une école privée de journalisme,,,.
Il débute en couvrant des manifestations politiques, initialement celles des jeunesses nationalistes du GUD et surtout les manifestations contre le mariage pour tous en France. En 2014, il est sur la ZAD de Sivens. En 2016, il documente en Ukraine les situations des réfugiés en Europe de l’Est, puis en Irak, celle des combattants du PKK. En 2017, il couvre les évènements au nord du Maroc,.
Lui et son collègue Cyril Castelliti sont arrêtés aux Comores en avril 2019 et emmenés de force au ministère de l’Intérieur, puis libérés après la mobilisation notamment de l'association Reporters sans frontières.

### À Calais
Fin 2020 il dépose une requête en référé-liberté auprès du tribunal administratif, qui est rejetée. Avec son confrère Simon Hamy, ils demandaient d’enjoindre aux préfectures de les « autoriser à accéder aux différents sites » pour documenter les évacuations des migrants près de Calais,. À cinq reprises, les 29 et 30 décembre, on leur avait refusé l’accès aux sites démantelés à Grande-Synthe, Calais et Coquelles. Le Conseil d'État valide lui aussi l’éloignement des journalistes lors des évacuations. Le Syndicat national des journalistes saisit la Défenseure des droits pour dénoncer une entrave à la liberté d'informer,.
En 2020 et 2021,, il documente les démantèlements de camps de migrants près de Calais et expose notamment la lacération des tentes après chaque évacuation en publiant des clichés montrant des agents de « nettoyage » utilisant des couteaux, ce qui démarre une polémique,,,. Éric Dupond-Moretti dément l'existence d'une consigne émanant du gouvernement qui serait à l’origine de cette pratique et Gérald Darmanin explique que « ce ne sont pas les policiers et les gendarmes qui prennent des cutters et qui lacèrent les tentes », pour renvoyer la responsabilité à la société de nettoyage, mais, de fait, ces pratiques ont lieu en présence des forces de l’ordre. Sur le plateau d'Arrêt sur images, Louis Witter explique devant Didier Leschi, directeur général de l’OFII et médiateur du gouvernement à Calais, que depuis la polémique, en effet, les tentes ne sont plus lacérées, mais « dans les faits, elles sont jetées quand même à la benne, ça revient au même ».
En décembre 2021, il publie des vidéos de militaires faisant des dérapages avec un 4 X 4 de Vigipirate devant un camp de migrants à Calais, avant de s'embourber, de demander de l’aide aux migrants ; les CRS présents sur place les regardaient « creuser en tongs dans la boue pour sortir la voiture [sans bouger] d’un pouce ». Selon un membre d'Utopia 56, cette scène met en évidence la « déconnexion (avec) le quotidien des migrants ». L’État-major des armées a réagi le soir même,.

## Reportages
- « Aux Comores : les voix muselées de l’opposition - Un reportage de Cyril Castelliti et Louis Witter », sur lundimatin (consulté le 5 décembre 2021)
- « GRAND FORMAT. A Calais, avec les migrants qui vivent près de l'ancienne "jungle" », sur L'Obs, 3 mars 2018 (consulté le 5 décembre 2021)
- « Sinjar, ville meurtrie par L'Etat islamique », sur ParisMatch.com, 2016 (consulté le 5 décembre 2021)
- « PHOTOS. Au cœur du plus vieux bidonville rom de France détruit jeudi », sur L'Obs, 20 août 2015 (consulté le 5 décembre 2021)